# Emirates Global Aluminium
Emirates Global Aluminium oder EGA ist ein Aluminiumkonzern mit Beteiligungen an der Bauxit-, Aluminiumoxid- und Primäraluminiumverhüttung. Er ging aus der Fusion der Dubai Aluminium (DUBAL) und der Emirates Aluminium (EMAL) hervor. Das Unternehmen befindet sich zu gleichen Teilen im Besitz der Mubadala Investment Company aus Abu Dhabi und der Investment Corporation aus Dubai.
EGA betreibt Aluminiumhütten in Abu Dhabi und Dubai, eine Aluminiumoxidraffinerie in Abu Dhabi, eine Bauxitmine und zugehörige Exportanlagen in der Republik Guinea, eine Spezialgießerei in Deutschland und eine Aluminiumrecyclinganlage in den USA.

## Geschichte
1975 wurde Dubai Aluminum (DUBAL) als erstes Aluminiumproduktionsunternehmen der VAE gegründet. Der erste Produktionsstandort des Unternehmens befand sich in Jebel Ali. Es dauerte vier Jahre, bis die Produktion anlief. 2007 wurde Emirates Aluminium (EMAL) gegründet. 2013 fusionierten DUBAL und EMAL zu Emirates Global Aluminium (EGA).
Das Unternehmen nutzt die Abwärme der gas- und ölbetriebenen Stromerzeugung zur Entsalzung von Meerwasser.
Im Jahr 2024 übernahm der Konzern das deutsche Recyclingunternehmen Leichtmetall Holding GmbH.
Im Jahr 2025 beschäftigte das Unternehmen nach eigenen Angaben über 7.000 Mitarbeiter.
EGA hat über 300 Kunden in mehr als 60 Ländern.

## Mitgliedschaften
EGA ist Mitglied in:
- Gulf Aluminum Council (GAC)
- International Aluminium Institute (IAI)
- Aluminium Stewardship Initiative (ASI)[6]